# برنارد بيرنس
برنارد بيرنس (بالألمانية: Bernhard Behrens)  (و. 1847 – 1931 م) هو سياسي، من ألمانيا، توفي عن عمر يناهز 84 عاماً.

## جوائز
حصل على جوائز منها:
- وسام ألبرت الملكي الساكسوني [الإنجليزية]‏.